# Гервасий Сараситис
Гервасий (на гръцки: Γερβάσιος, Гервасиос) е православен духовник, митрополит на Вселенската патриаршия.

## Биография
Роден е със светското име Георгиос Сараситис (Γεώργιος Σαρασίτης) на 1 януари 1867 година в понтийското градче Аргируполи. Духовен син е на митрополит Гервасий Халдийски. Учи в Халкинската семинария, късето в 1892 година е ръкоположен за дякон. Завършва в 1893 година с теза „За истинността на пастирските писма на Апостол Павел“ (Ότι γνήσιαι αι ποιμαντικαί επιστολαί του Αποστόλου Παύλου). Работи като директор на гръцкото училище в родния си град от 1893 до 1895 година, на духовното училище в Зинджи тепе, Кесария от 1895 до 1900 година и на Амисоското училище от 1900 до 1901 година.
На 28 юли 1901 година е избран за назиански епископ, викарен епископ на Кесарийската митрополия срещу архидякона на Ксантийската митрополия Йоаким Георгиадис и протосингела на Хиоската архимандрит Кирил Трехакис. Ръкоположен е за назиански епископ на 6 август 1901 година в патриаршеската катедрала „Свети Георги“ в Цариград. Ръкополагането е извършено от митрополит Григорий Янински в съслужение с митрополитите Гервасий Корчански, Доротей Гревенски и Никифор Литицки. На 27 август 1902 година става викарен епископ на Халдийската митрополия.
На 16 ноември 1902 година е избран за родополски митрополит срещу епископ Йеротей Аристийски и архиерейския наместник на Вланка архимандрит Атанасий Ласкарис. На 10 октомври 1906 година е избран за корчански, пърметски и москополски митрополит. На 1 април 1910 година е избран за анкарски митрополит, а на 17 ноември 1922 година за митрополит на новооснованата Дедеагачка, Траянуполска и Самотракийска епархия.
Умира в Дедеагач на 31 май 1934 година.